# تئاتر کمبریج
تئاتر کمبریج (انگلیسی: Cambridge Theatre) یک سالن نمایش در لندن، انگلستان است.
این سالن تئاتر که در خیابان ارلام قرار دارد در سال ۱۹۳۰ میلادی تأسیس شده و جزئی از تئاتر وست اند محسوب می‌شود. تئاتر کمبریج دارای ۱۲۳۱ نفر ظرفیت می‌باشد.

## نگارخانه

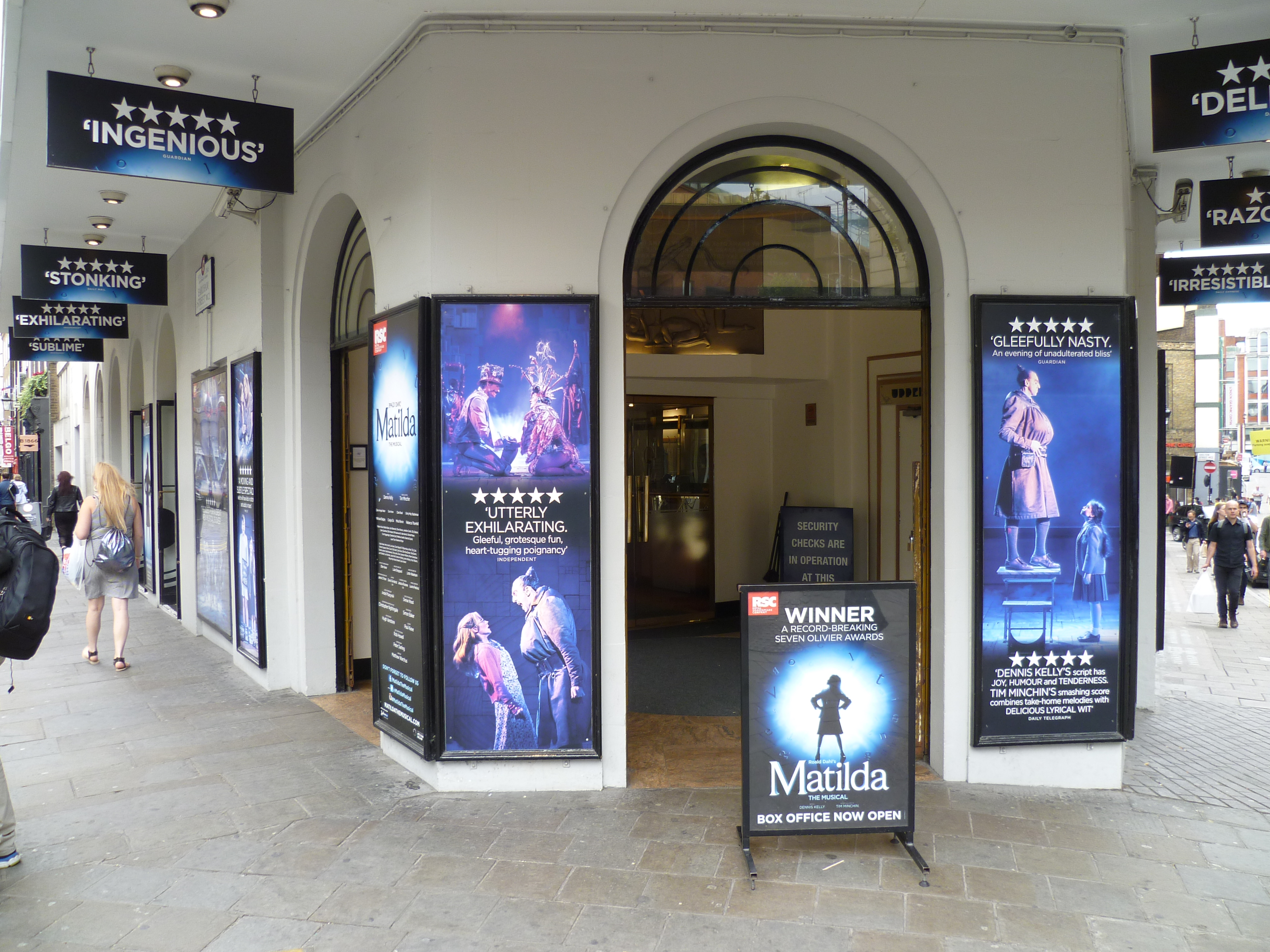
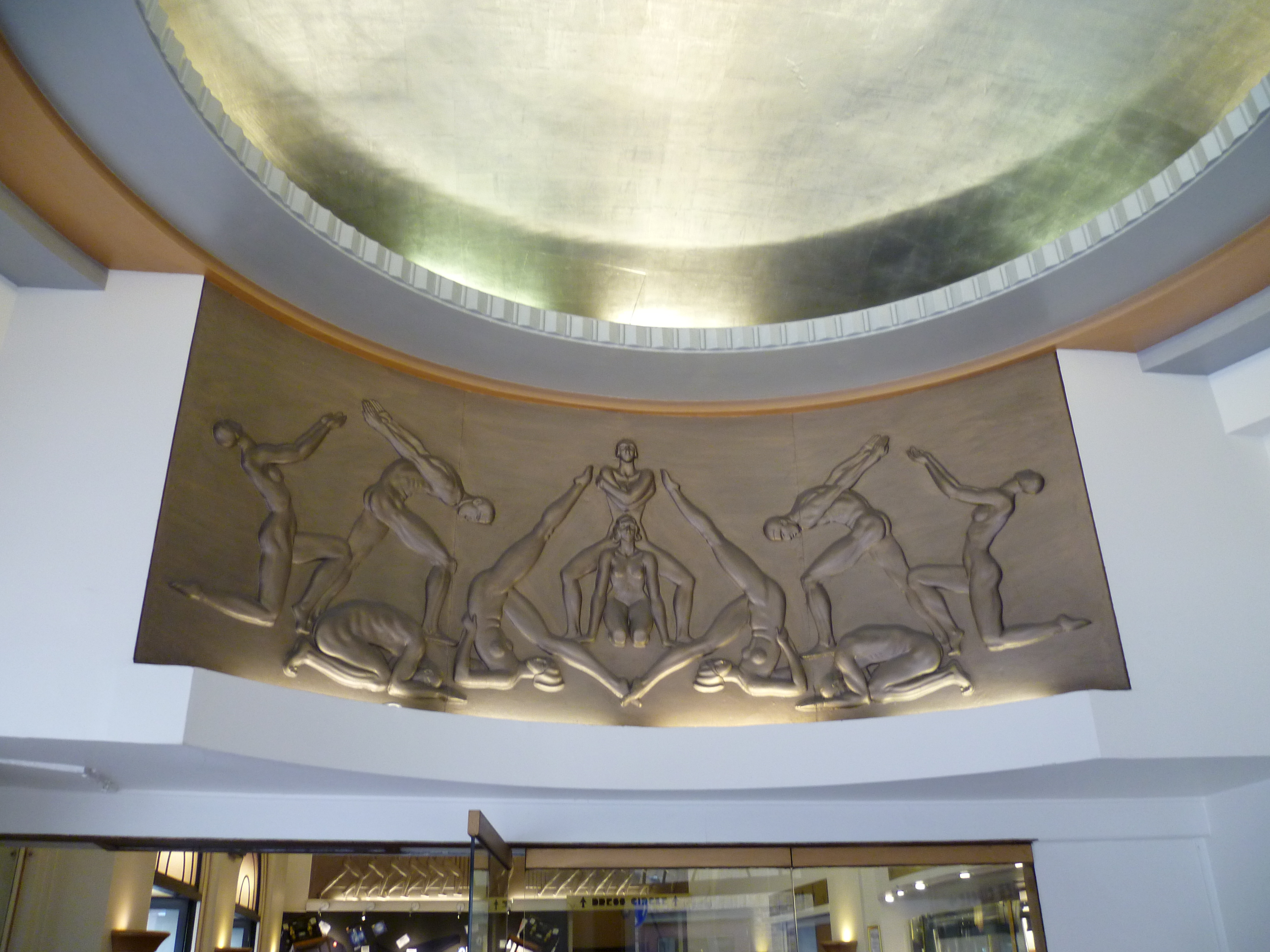